# AOMG
AOMG é uma gravadora independente sul-coreana liderada por Jay Park. AOMG é um acrônimo que significa "Above Ordinary Music Group'', e em português ''Grupo Além da Música Comum.''

## História
Jay Park fundou a AOMG no final de setembro de 2013. Ele inicialmente assinou com o compositor Jun Goon, com o cantor e produtor Gray e Cha Cha Malone, um produtor e dançarino do dance crew Art of Movement do qual Jay também faz parte.
A gravadora teve sua festa de lançamento em outubro em "The A" em Seul, com Ben Baller como anfitrião. No mesmo mês, a gravadora lançou seu primeiro álbum, o mini álbum de Gray, Call Me Gray.

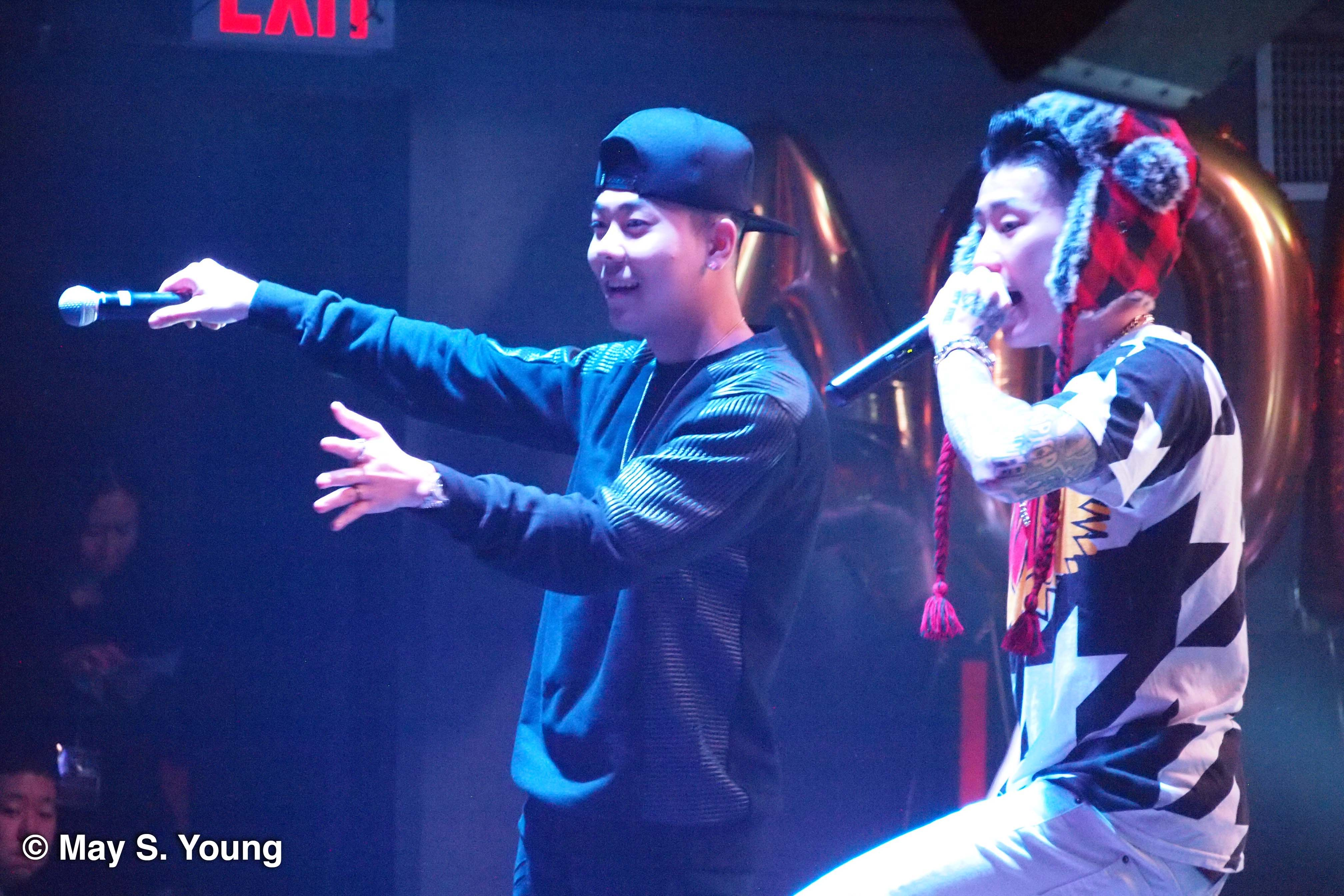
Loco e Jay Park (2014)

Em março de 2014, Simon Dominic anunciou que havia se juntado à AOMG como co-CEO vários meses depois de sua partida de sua antiga gravadora Amoeba Culture. Os artistas Elo, Loco, Ugly Duck, DJ Wegun e DJ Pumkin se juntaram a AOMG durante os próximos dois anos.
Em dezembro de 2015, os artistas da agência passaram a liberar teasers em suas redes sociais onde continham todos os nomes dos membros e mostrando que haveria um novo membro que seria anunciado durante a festa de dois anos da gravadora. No dia 13 de dezembro então foi anunciado que o novo membro era a cantora Hoody que já havia trabalhado com Jay Park na música "Solo". Hoody foi a primeira integrante feminina da AOMG.

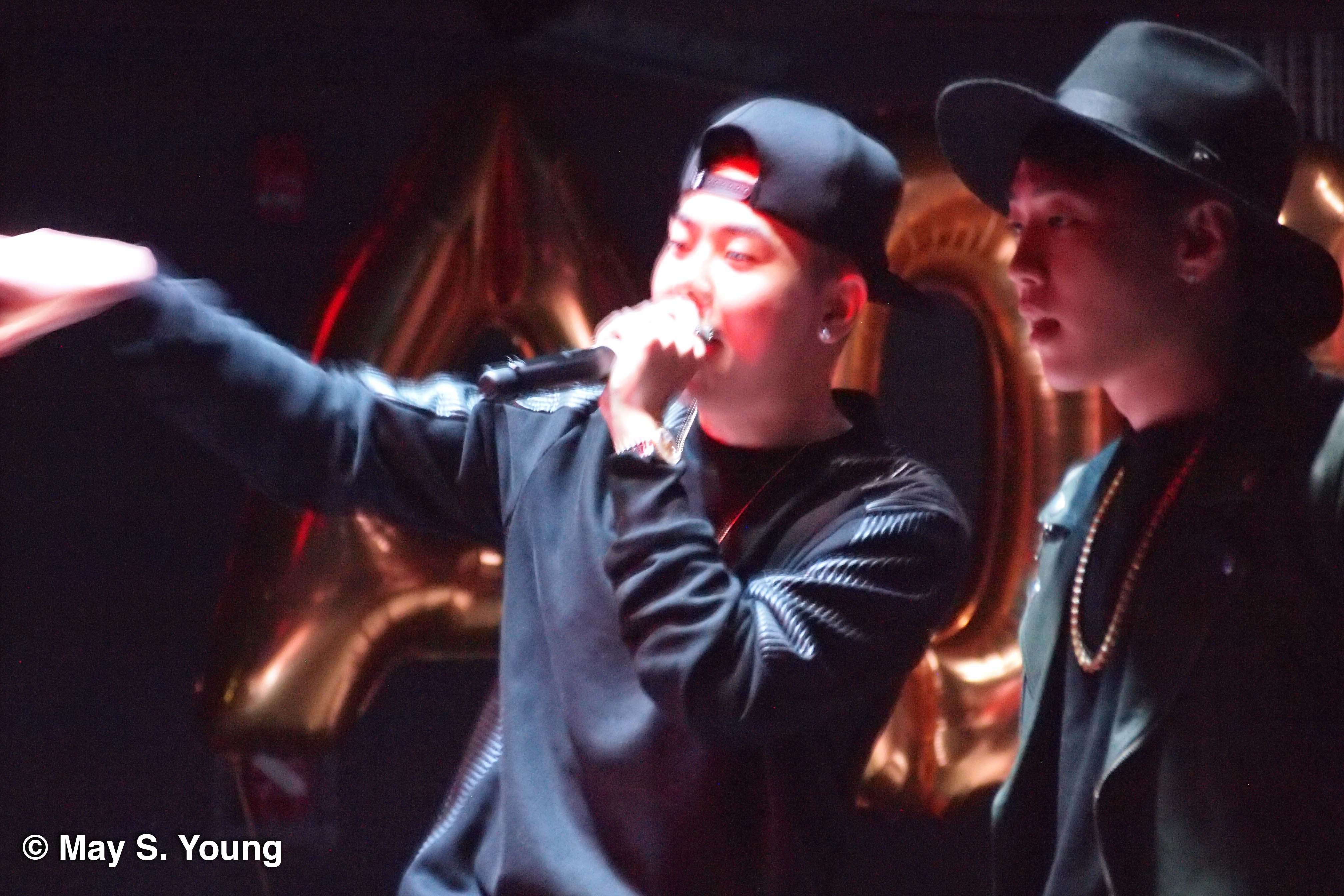
Loco e Gray (2014)

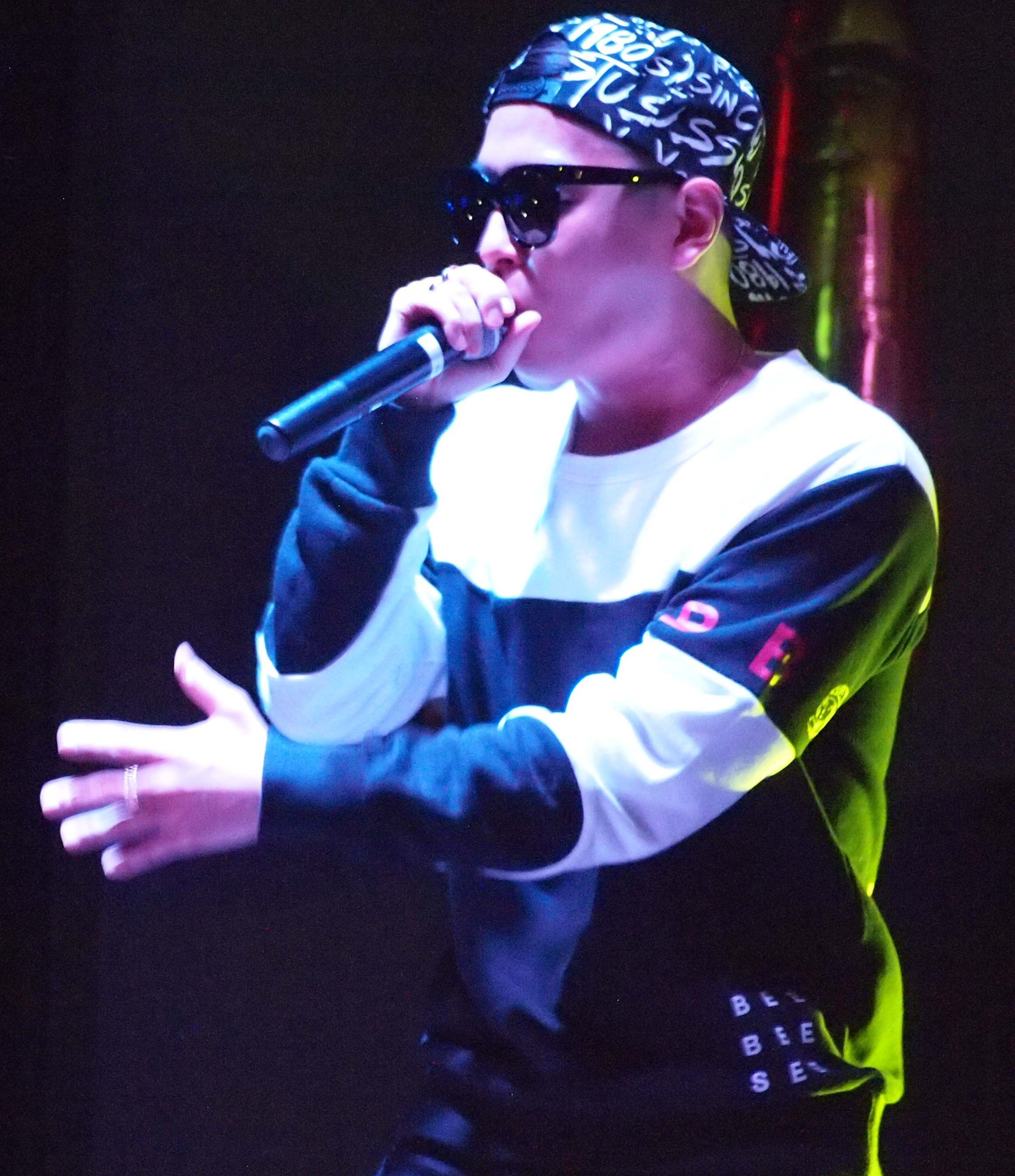
Simon Dominic (2014)

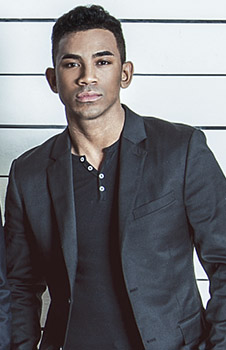
Cha Cha Malone

Em janeiro de 2016, a empresa sul-coreana de mídia CJ E&M anunciou que tinha formado uma parceria estratégica com a AOMG. A CJ E&M disse em um comunicado que iria "apoiar" a AOMG com a distribuição e marketing, enquanto a gravadora continuaria a controlar a sua música.

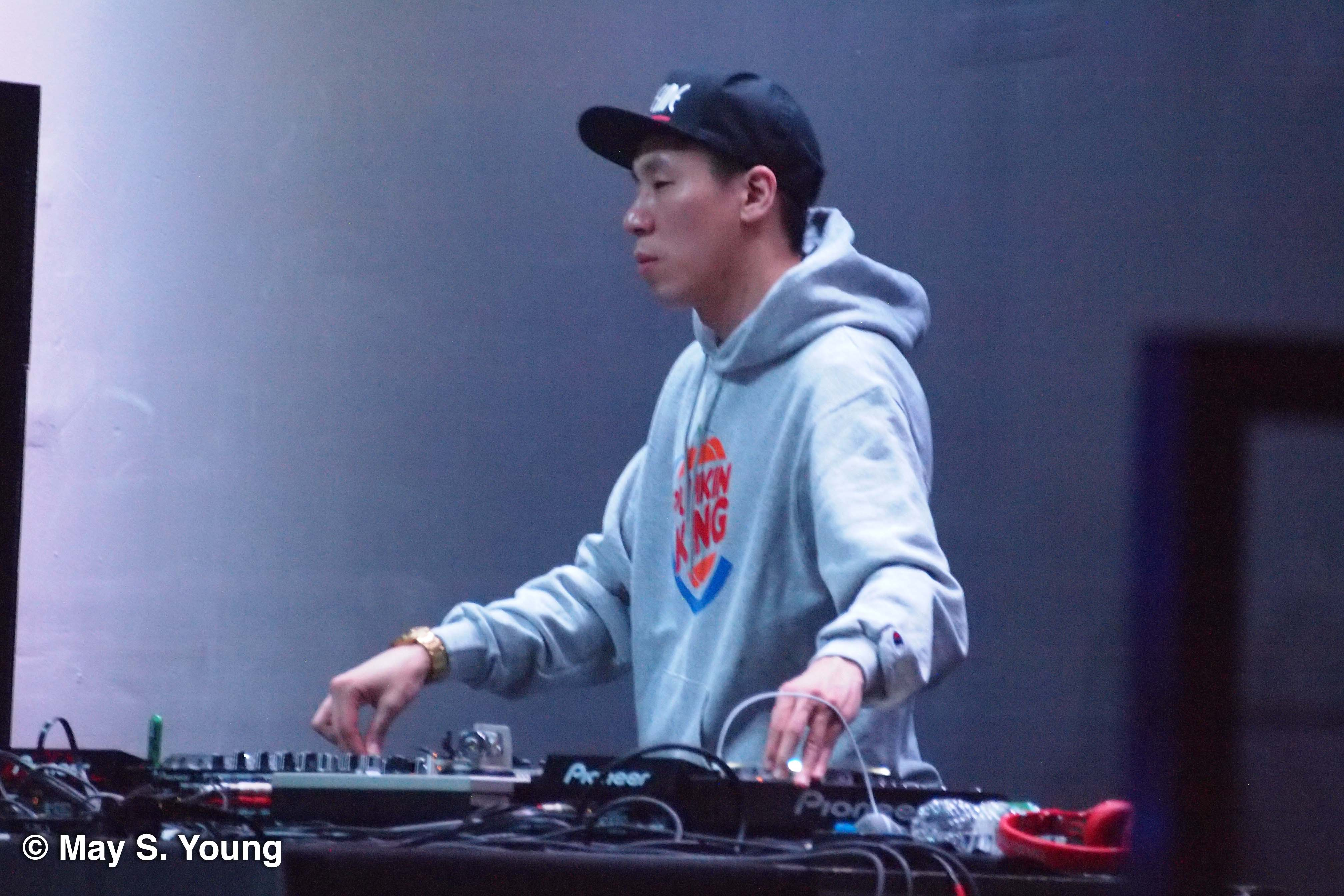
DJ Pumkin (2014)

Em outubro de 2017, foi anunciado através de teasers nas redes sociais da agência que o rapper Woo Wonjae, um dos artistas que alcançaram o top 3 da sexta temporada do programa de TV Show Me the Money, era oficialmente da empresa. Wonjae, antes de assinar com a AOMG, já havia trabalhado com Gray e Loco na música "We Are".

## Artistas
- Jay Park (Fundador, Diretor, CEO, Cantor, Compositor e Rapper)
- Simon Dominic (Ex-CEO, Compositor e Rapper)
- Gray (Cantor, Compositor, Rapper e Produtor musical)
- Hoody (Cantora e Compositora)
- Loco (Rapper e Compositor)
- Ugly Duck (Rapper e Compositor)
- Elo (Cantor e Compositor)
- DJ Wegun (DJ)
- DJ Pumkin (DJ e Co-CEO)
- Cha Cha Malone (Produtor e Dançarino)
- Hep (Designer gráfico e Dançarino)
- Woo Wonjae (Rapper e Compositor)
- Code Kunst (Rapper, Compositor e Produtor)
- Sogumm (Cantora e Compositora)
- Punchnello (Rapper e Compositor)
- DeVita (Cantora e Compositora)
- Lee Hi (Cantora, Compositora e Produtora)
- Kim Yugyeom (Membro do grupo de K-Pop Got7, Cantor e Dançarino)

## Discografia

### Álbuns e EP's
| Título       | Artista       | Year |
| ------------ | ------------- | ---- |
| Call Me Gray | Gray          | 2013 |
| Evolution    | Jay Park      | 2014 |
| Locomotive   | Loco          | 2014 |
| Won & Only   | Simon Dominic | 2015 |
| Worldwide    | Jay Park      | 2015 |

### Singles Digitais
| Título                             | Artista(s)                              | Ano  |
| ---------------------------------- | --------------------------------------- | ---- |
| "Hold Me Tight"                    | Loco                                    | 2014 |
| "Metronome"                        | Jay Park                                | 2014 |
| "NaNa"                             | Jay Park                                | 2014 |
| "The Promise"                      | Jay Park                                | 2014 |
| "Your Love"                        | ELO (ft. The Quiett)                    | 2015 |
| "Just Do It (하기나 해)"           | Gray (ft. Loco)                         | 2015 |
| "MOMMAE (몸매)"                    | Jay Park (ft. Ugly Duck)                | 2015 |
| "Whatever"                         | Ugly Duck (ft. Mayson the Soul, U-Turn) | 2015 |
| "Respect"                          | Loco (ft. Gray)                         | 2015 |
| "Awesome"                          | Loco (ft. Gray)                         | 2015 |
| "Solo"                             | Jay Park (ft. Hoody)                    | 2015 |
| "My Last"                          | Jay Park (ft. Loco, Gray)               | 2015 |
| "Simon Dominic (사이먼 도미닉)"    | Simon Dominic                           | 2015 |
| "W & Only Feat. Jay Park"          | Simon Dominic                           | 2015 |
| "A Piece of Cake (누워서 떡 먹기)" | Ugly Duck, DJ Wegun                     | 2015 |
| "Asia"                             | Ugly Duck (ft. Reddy, JJJ, DJ Scratch)  | 2015 |
| "All I Wanna Do"                   | Jay Park                                | 2016 |
| "Friends With Benefits"            | ELO (ft. Hoody)                         | 2016 |
| "Like You"                         | Hoody                                   | 2016 |
| "Good"                             | Gray & Loco (ft ELO)                    | 2016 |

## Turnês
AOMG 2014 United States Tour
- Los Angeles, Belasco Theater (14 de Novembro de 2014)
- Nova York, Stage 48 (15 de Novembro de 2014)
- Washington, DC, Echostage (20 de Novembro de 2014)

AOMG 2016 United States Tour
Follow The Movement 2016 Tour
- Seul, Blue Square (29 e 30 de Janeiro de 2016)
- Busan, BEXCO (13 de Fevereiro de 2016)
- Daegu, EXCO (21 de Fevereiro de 2016)

Follow The Movement 2016 American Tour
- Chicago, House of Blues (5 de Abril de 2016)
- Nova York, Playstation Theater (8 de Abril de 2016)
- Houston, Warehouse Live (11 de Abril de 2016)
- Dallas, The Bomb Factory (12 de Abril de 2016)
- Las Vegas, House of Blues (13 de Abril de 2016)
- Los Angeles, Wiltern Theater (14 de Abril de 2016)
- São Francisco, Warfield Theater (16 de Abril de 2016)
- Seattle, Showbox Sodo (17 de Abril de 2016)